# Todo depende de ti
Todo depende de ti es el decimoquinto álbum de estudio de La Arrolladora Banda El Limón de René Camacho. Fue lanzado el 27 de julio de 2010.

## Descripción
El álbum se compone de 12 canciones, la mayoría de ellas son compuestas por el cantautor mexicano Horacio Palencia, contiene un cover de la canción «Volverte a amar» de la cantante mexicana Alejandra Guzmán originalmente lanzada en 2006 para su álbum Indeleble. 

## Lista de canciones
| N.º   | Título                    | Escritor(es)                       | Duración |  |
| 1.    | «Dos de quince»           | Oracio Ortiz                       | 2:16     |  |
| 2.    | «Disponible para mí»      | Horacio Palencia                   | 3:26     |  |
| 3.    | «Cuánto me cuesta»        | Milagros                           | 3:02     |  |
| 4.    | «Niña de mi corazón»      | Horacio Palencia                   | 3:08     |  |
| 5.    | «Todo depende de ti»      | Yoel Henríquez · Horacio Palencia  | 3:17     |  |
| 6.    | «No supe cuidarte»        | Horacio Palencia                   | 3:20     |  |
| 7.    | «Tu historia fue conmigo» | Horacio Palencia                   | 3:17     |  |
| 8.    | «Volverte a amar»         | Mario Domm · Alejandra Guzmán      | 3:00     |  |
| 9.    | «Ya no te buscaré»        | Horacio Palencia                   | 3:11     |  |
| 10.   | «Yo tuve la culpa»        | Horacio Palencia, José Luis Ortega | 3:09     |  |
| 11.   | «Siempre estás tú»        | Horacio Palencia                   | 3:57     |  |
| 12.   | «El diablo de Culiacán»   | Mario Ibarra Castillo              | 3:09     |  |
| 38:12 |                           |                                    |          |  |

## Certificaciones
| País           | Organismo certificador | Certificación | Ventas certificadas | Ref   |
| -------------- | ---------------------- | ------------- | ------------------- | ----- |
| Estados Unidos | RIAA                   | Oro           | 30 000              | [ 2 ] |
| México         | AMPROFON               | Platino       | 60 000              | [ 3 ] |